# Meškuičiai (stacja kolejowa)
Meškuičiai (ros. Мешкуйчяй) – stacja kolejowa w pobliżu miejscowości Meszkucie, w rejonie szawelskim, w okręgu szawelskim, na Litwie. Położona jest na linii Jełgawa - Szawle.